# Stanisław Kłak (kapitan)
Stanisław Kłak, ps. „Złotoń” (ur. 7 lipca 1893 w Krakowie, zm. ?) – kapitan administracji Wojska Polskiego, działacz niepodległościowy.

## Życiorys
Urodził się 7 lipca 1893 w Krakowie, w rodzinie Kazimierza i Anny.
W sierpniu 1913 w Stróży, w czasie Letniej Szkoły Instruktorów Związku Strzeleckiego, ćwiczył w składzie Oddziału Telefonicznego.
6 sierpnia 1914 wstąpił do Legionów Polskich i został przydzielony do 4. kompanii V baonu 1 Pułku Piechoty. W listopadzie tego roku zachorował, opuścił baon pod Krzywopłotami i od 26 listopada 1914 leczył się w szpitalu Czerwonego Krzyża dr Baracha przy Thunhofgasse w Wiedniu. Po rekonwalescencji, powrócił do V baonu 5 Pułku Piechoty. 21 maja 1915 został ranny w bitwie pod Konarami. 17 września 1915 jako sierżant 4. kompanii 7 Pułku Piechoty był pacjentem Domu Rekonwalescentów w Kamieńsku. 14 kwietnia 1917 został odnotowany w Komisariacie Werbunkowym do WP w Janowie (GUZ Lublin) i przedstawiony do odznaczenia austriackim Krzyżem Wojskowym Karola.
20 maja 1919 jako podoficer byłych Legionów Polskich został mianowany z dniem 1 maja 1919 podporucznikiem piechoty. Pełnił wówczas służbę w Urzędzie Gospodarczym Praga. 1 czerwca 1921 pełnił w służbę w Wojskowym Okręgowym Zakładzie Gospodarczym Warszawa Powązki. 3 maja 1922 został zweryfikowany w stopniu porucznika ze starszeństwem z 1 czerwca 1919 i 325. lokatą w korpusie oficerów administracji, dział gospodarczych, a jego oddziałem macierzystym był Wojskowy Okręgowy Zakład Gospodarczy Nr I w Warszawie. W 1923 pełnił służbę w Departamencie VII Intendentury Ministerstwa Spraw Wojskowych w Warszawie, pozostając oficerem nadetatowym Okręgowego Zakładu Gospodarczego Nr I. W następnym roku został przydzielony do Komisji Gospodarczej Centralnego Składu Amunicji Nr 1 w Warszawie na stanowisko oficera kasowego. W listopadzie 1926 został przydzielony ze Szkoły Podchorążych Rezerwy Artylerii we Włodzimierzu Wołyńskim do Komendy Miasta Warszawy na stanowisko kierownika kancelarii. W lutym 1928 zastąpił majora Jana Śliwowskiego na stanowisku referenta oświatowego w Komendzie Miasta Warszawy. 19 marca 1928 prezydent RP nadał mu stopień kapitana z dniem 1 stycznia 1928 i 7. lokatą w korpusie oficerów administracji, dział gospodarczy. W sierpniu 1931 był już przeniesiony do grupy naukowo-oświatowej korpusu oficerów administracji. W marcu 1934 został przeniesiony do korpusu oficerów artylerii z pozostawieniem na zajmowanym stanowisku w Komendzie Miasta Warszawy. 26 kwietnia 1940 w Paryżu będąc przesłuchiwanym przez porucznika Tadeusza Modelskiego zeznał, że w czasie pełnienia obowiązków referenta oświatowego miał „zatarg z panią Składkowską, która z grupą aktorów bezrobotnych i bez kwalifikacji chciała opanować dom żołnierza na Pradze. W związku z tym zajściem etat referenta oświatowego garnizonu został zniesiony, a on ukarany 9 dniami aresztu domowego”. Chciano go również przenieść do Brześcia. W 1934 został przesunięty na stanowisko referenta w referacie bezpieczeństwa Komendy Miasta Warszawy kierowanym przez majora Leonarda Müllera. Później ponownie przeniesiony do korpusu oficerów administracji i przydzielony do Gabinetu Ministra Spraw Wojskowych na stanowisko kierownika kancelarii. We wrześniu 1939 ewakuował się z Warszawy. Przekroczył granicę z Rumunią, a następnie dotarł do Francji. W kwietniu 1940 był przydzielony do Ośrodka Wyszkolenia Oficerów w Parthenay.

## Ordery i odznaczenia
- Krzyż Niepodległości – 13 kwietnia 1931 „za pracę w dziele odzyskania niepodległości”[19][20]
- Krzyż Walecznych trzykrotnie[21][20]
- Złoty Krzyż Zasługi – 18 lutego 1939 „za zasługi na polu pracy społecznej”[22][20]
- Srebrny Krzyż Zasługi – 16 marca 1928 „za zasługi na polu pracy oświatowej w wojsku”[23][24][20]